# Mulcent
Mulcent este o comună în Franța, situată în departamentul Yvelines din regiunea Île-de-France.

## Geografie

### Locație
Teritoriul comunei Mulcent se întinde pe platoul agricol al regiunii Mantois, nu departe de Septeuil. Relieful este puțin pronunțat, altitudinea variind în general între 110 și 120 de metri.
Satul este constituit din locuințe individuale adunate în jurul unei ferme mari.

### Comune învecinate
Comunele vecine sunt Montchauvet la nord-vest, Civry-la-Forêt la sud-vest, Orvilliers și Prunay-le-Temple la sud, Septeuil la est și Courgent la nord.

### Căi de comunicație și transport

#### Rețeaua de drumuri
Comunicările sunt asigurate de drumul departamental RD 983, care leagă Mantes-la-Jolie de Houdan, și de rețeaua locală de drumuri care conectează comuna cu cele vecine.

#### Transport în comun
Comuna este deservită de liniile 2 și 60 ale rețelei de autobuze Centre et Sud Yvelines.

### Clima
În 2010, clima din comuna Mulcent era de tip oceanic al câmpiilor din Centru și de Nord, conform unui studiu a CNRS care se baza pe o serie de date care acoperă perioada 1971-2000. În 2020, Météo-France a publicat o tipologie a climei din Franța metropolitană în care comuna este expusă la un climat oceanic și se încadrează în regiunea climatică sud-vestică a bazinului parizian, caracterizată prin precipitații scăzute, în special în primăvară (120 până la 150 mm) și un iarnă rece (3,5 °C).
Pentru perioada 1971-2000, temperatura medie anuală este de 10,6 °C, cu o amplitudine termică anuală de 14 °C. Cantitatea medie anuală de precipitații este de 676 mm, cu 10,9 zile de precipitații în ianuarie și 8,4 zile în iulie. Pentru perioada 1991-2020, temperatura medie anuală observată la stația meteorologică situată în comuna Magnanville la 6 km distanță în linie dreaptă, este de 11,6 °C, iar cantitatea medie anuală de precipitații este de 641,5 mm. Pentru viitor, parametrii climatici estimati pentru comună pentru anul 2050, conform diferitelor scenarii de emisii de gaze cu efect de seră, pot fi consultati pe un site dedicat publicat de Météo-France în noiembrie 2022.

## Urbanism

### Tipologie
Mulcent este o comună rurală, deoarece face parte din comunele puțin sau foarte puțin dense, conform grilei comunale de densitate a INSEE (Institutul Național de Statistică și Studii Economice).
De asemenea, comuna face parte din zona metropolitană a Parisului, fiind o comună din coroana metropolitană. Această zonă cuprinde 1.929 de comune.

### Utilizare simplificată a terenului
În 2017, teritoriul comunei era compus din 96,63% spații agricole, forestiere și naturale, 1,7% spații deschise artificiale și 1,67% spații construite.
Spațiul urban este foarte limitat (2% din total), cea mai mare parte a teritoriului fiind dedicată agriculturii. Zona împădurită reprezintă aproximativ 10% din total, fiind împărțită în mai multe parcele foarte dispersate.

## Toponimie
Numele localității este atestat sub formele Morcincto în secolul al IX-lea, Mulcent în 1351, Mulsan, Mulsang în 1553, Mulsent în 1757.
Din latină muro cinctus, adică „domeniu înconjurat de un zid”.

## Istorie
Parohia a aparținut abației Saint Germain-des-Prés încă din anul 820, până în secolul al XI-lea, când a fost construită o biserică. Biserica, dedicată Sfântului Ștefan, a fost distrusă în timpul Revoluției. Se afla la capătul și la stânga drumului care merge de la Croix Saint Étienne până la actuala rue de Courgent.
În 1553, „Judecătoria de la Forest-de-Civry se întindea în opt parohii, și anume: parohia Forest, Saint-Lubin, Orval, Gressey, Orvilliers, Tacoignières, Boissets și Meulsang (Mulcent)”. „Suburbiile Judecătoriei de la Forest-de-Civry, respectiv: Orvilliers și Meulsang (Mulcent)”.
În 1700, Philippe-Alexandre Vialard era „seigneur d'Orvilliers et de Meulsan (Mulcent)”.
O capelă atașată fermei din Mulcent a fost construită la începutul secolului al XIX-lea. A fost distrusă în august 1944 de o bombă rătăcită.
La 13 iunie 1937 a avut loc inaugurarea aducțiunii de apă potabilă. O nouă biserică, a fost edificată în 1946 pe drumul către Montchauvet, lângă un heleșteu mare. Furtuna de la sfârșitul lunii decembrie 1999 a avariat clădirea.

## Administrație

### Organe administrative și judiciare
Comuna Mulcent aparține cantonului Bonnières-sur-Seine și este atașată comunității de comune din ținutul Houdan.
Din punct de vedere electoral, comuna este atașată celei de-a noua circumscripții a departamentului Yvelines, o circumscripție cu predominanță rurală situată în nord-vestul departamentului Yvelines.
Pe plan judiciar, Mulcent face parte din jurisdicția instanței din Mantes-la-Jolie și, ca toate comunele din Yvelines, se supune tribunalului judiciar și tribunalului comercial din Versailles.

### Date demografice

#### Evoluția demografică
Evoluția numărului de locuitori este cunoscută prin recensămintele populației efectuate în comună începând din 1793. Pentru comunele cu mai puțin de 10 000 de locuitori, un recensământ al întregii populații este realizat la fiecare cinci ani, populațiile legale pentru anii intermediari fiind estimate prin interpolare sau extrapolare. Pentru comună, primul recensământ exhaustiv în cadrul noului dispozitiv a fost realizat în 2006.
În 2021, comuna număra 106 locuitori, în scădere cu 1,85% față de 2015 (Yvelines: +2,04%, Franța fără Mayotte: +1,84%).
| An        | 1793 | 1821 | 1841 | 1856 | 1872 | 1886 | 1901 | 1921 | 1936 | 1962 | 1982 | 2006 | 2013 | 2021 |
| --------- | ---- | ---- | ---- | ---- | ---- | ---- | ---- | ---- | ---- | ---- | ---- | ---- | ---- | ---- |
| Populație | 109  | 103  | 102  | 80   | 78   | 55   | 63   | 36   | 74   | 43   | 50   | 93   | 99   | 106  |

#### Piramida vârstei
În 2018, rata persoanelor cu vârsta sub 30 de ani era de 34,2%, sub media departamentală de 38%. De asemenea, rata persoanelor cu vârsta peste 60 de ani era de 15,3% în același an, în timp ce la nivel departamental era de 21,7%.
În 2018, comuna avea 58 de bărbați și 53 de femei, ceea ce reprezintă un procent de 52,25% bărbați, mult peste rata departamentală de 48,68%.

## Cultura și patrimoniul local

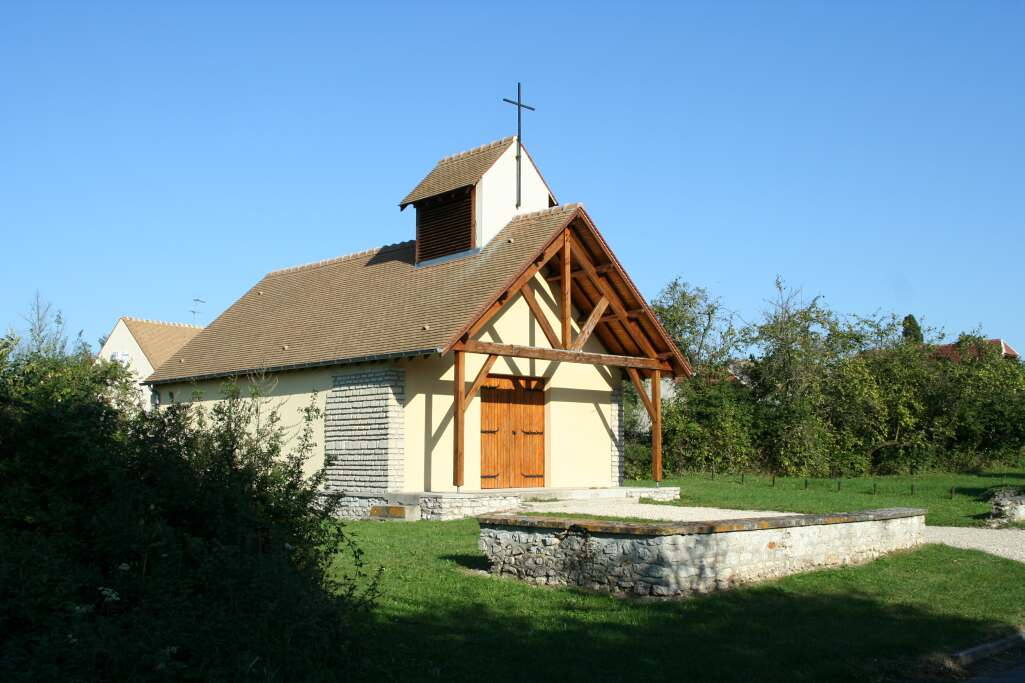
Capela Saint-Étienne din Mulcent.

### Locuri si monumente
- Capela Saint-Étienne construită în 1946 pentru a o înlocui pe cea anterioară distrusă în 1944.